# Miran Stanovnik
Miran  Stanovnik, slovenski častnik in enduro motorist, * 1. avgust 1964, Ljubljana. 
Do leta 2014 je bil Stanovnik kot  stotnik  poveljnik športne enote SV. V mandatu 2014–2018, 2018–2022 in 2022–2026 je župan občine Log-Dragomer.
Stanovnik je reden udeleženec najtežje avtomobilistične in motoristične preizkušnje na svetu: Reli Pariz - Dakar.
Leta 2016 je vodil resničnostno televizijsko oddajo Survivor Slovenija: Filipini.